# Peperomia caespitosa
Peperomia caespitosa är en pepparväxtart som beskrevs av C. Dc.. Peperomia caespitosa ingår i släktet peperomior, och familjen pepparväxter. Inga underarter finns listade i Catalogue of Life.